# Чиракчинский район
Чиракчинский район (узб. Chiroqchi tumani / Чироқчи тумани) — административная единица в Кашкадарьинской области Узбекистана. Административный центр — город Чиракчи. Площадь — 2800 км².

## История
Чиракчинский район был образован в 1926 году. В 1938 вошёл в состав Бухарской области, в 1943 отошёл к Кашкадарьинской области. В 1960—1963 годах входил в состав Сурхандарьинской области. В 1963 году был упразднён, в 1964 восстановлен.

## Административно-территориальное деление
По состоянию на 1 января 2011 года в состав района входят:
- Город районного подчинения Чиракчи.
- 8 городских посёлков:

1. Айрытам,
2. Дам,
3. Джар,
4. Кукдала,
5. Паканди,
6. Пахтаабад,
7. Уймавут,
8. Чиял.

- 21 сельский сход граждан:

1. Дам,
2. Джар,
3. Додик,
4. Калкама,
5. Кахрамон,
6. Кукдала,
7. Кумдарё,
8. Лангар,
9. Мирзатуп,
10. Олмазор,
11. Пахтаабад,
12. Торжилга,
13. Уймавут,
14. Уйшун,
15. Хумо,
16. Чарвадар,
17. Чиял,
18. Шакарбулок,
19. Шуркудук,
20. Эски Ангор,
21. Янгихаёт.